# 1501
Il 1501 (MDI in numeri romani) è un anno  del XVI secolo.

## Eventi
- 2 agosto – il re di Napoli Federico I abdica a favore del re di Francia Luigi XII che gli cede il ducato di Angiò in Francia.
- 15 agosto – Federico d'Aragona concede alla "fedelissima" città di Ischia il diritto di proprietà sull'intero litorale dell'isola e su una fascia di mezzo miglio di mare.
- 30 dicembre – Lucrezia Borgia celebra le sue terze nozze con Alfonso I d'Este, Duca di Ferrara.
- Durazzo è conquistata dagli ottomani.

### America
- 19 marzo – Enrico VII d'Inghilterra concede per la prima volta dei permessi di viaggio ad alcuni mercanti inglesi per varie spedizioni nel Nuovo Mondo.
- 13 maggio – Secondo viaggio di Amerigo Vespucci che si protrae fino all'anno successivo. Egli esplora le coste orientali del Brasile.

## Nati
- 17 gennaio - Leonhart Fuchs, botanico e medico tedesco († 1566)
- 18 gennaio - Bayram Khan, generale († 1561)
- 29 gennaio - Ludovico Beccadelli, arcivescovo cattolico, letterato e scrittore italiano († 1572)
- 24 febbraio - Ippolita Torelli, nobildonna e poetessa italiana († 1520)
- 12 marzo - Pietro Andrea Mattioli, umanista, medico e botanico italiano († 1578)
- 6 maggio - Papa Marcello II, papa, vescovo cattolico e cardinale italiano († 1555)
- 20 giugno - Clemente d'Olera, cardinale e vescovo cattolico italiano († 1568)
- 23 giugno - Perin del Vaga, pittore italiano († 1547)
- 5 luglio - Kaspar von Frundsberg, condottiero tedesco († 1536)
- 16 luglio - Niccolò Ridolfi, cardinale e arcivescovo cattolico italiano († 1550)
- 18 luglio - Isabella d'Asburgo († 1526)
- 1º agosto - Johann Glandorp, umanista, teologo e educatore tedesco († 1564)
- 8 agosto - Afonso Álvares, architetto portoghese († 1580)
- 17 agosto - Filippo II di Hanau-Münzenberg, tedesco († 1529)
- 13 settembre - Caterina Cybo, nobile italiana († 1557)
- 18 settembre - Henry Stafford, I barone Stafford, nobile inglese († 1563)
- 24 settembre - Gerolamo Cardano, matematico, ingegnere e filosofo italiano († 1576)
- 26 settembre - Gabriele di Saluzzo, abate e marchese italiano († 1548)
- 4 novembre - Pietro Bertani, cardinale e vescovo cattolico italiano († 1558)
- 14 novembre - Anna di Oldenburg, nobile († 1575)
- 2 dicembre - Barnim IX di Pomerania, duca tedesco († 1573)
- 2 dicembre - Munjeong di Joseon, regina coreana († 1565)
- 10 dicembre - Pier Francesco Riccio, funzionario, letterato e presbitero italiano († 1564)
- Pietro Catena, astronomo, filosofo e matematico italiano († 1576)
- Giorgio di Armagnac, cardinale e arcivescovo cattolico francese († 1585)
- Antonio Gómez, giurista spagnolo († 1572)
- Gregor Haloander, umanista tedesco († 1531)
- William Herbert, I conte di Pembroke, nobile e politico inglese († 1570)
- Francisco Hernández Girón, militare spagnolo († 1554)
- Ferrante Loffredo, marchese italiano († 1573)
- Rocco Lurago, architetto e scultore italiano († 1590)
- Braccio Martelli, vescovo cattolico italiano († 1560)
- Murakami Yoshikiyo, militare giapponese († 1573)
- Garcia de Orta, botanico portoghese († 1568)
- Sahib I Giray († 1551)
- Maurice Scève, poeta francese
- Girolamo da Carpi, pittore e architetto italiano († 1556)
- Francesco Stancaro, teologo italiano († 1574)
- Tada Mitsuyori, militare giapponese († 1563)
- Hemu, imperatore indiano († 1556)
- Yamamoto Kansuke, militare giapponese († 1561)
- Yi Hwang, filosofo coreano († 1570)
- Basilio Zanchi, umanista e poeta italiano († 1558)

## Morti
- 3 gennaio - Ali-Shir Nava'i, poeta, scrittore e linguista turco (n. 1441)
- 25 gennaio - Margherita di Baviera-Landshut, principessa (n. 1456)
- 27 gennaio - Thomas Langton, vescovo inglese
- 1º febbraio - Sigismondo di Baviera, nobile tedesco (n. 1439)
- 15 febbraio - Tommaso Portinari, banchiere e mecenate italiano (n. 1424)
- 26 febbraio - Giacomo Coltrini, architetto e pittore italiano
- 6 marzo - Antonio Maria Pico della Mirandola, militare italiano
- 28 marzo - Giovanni III de La Tour d'Auvergne, nobile (n. 1467)
- 22 aprile - Domenico della Rovere, cardinale e vescovo cattolico italiano (n. 1442)
- 8 maggio - Giovanni Battista Zeno, cardinale italiano
- 20 maggio - Colomba da Rieti, monaca cristiana italiana (n. 1467)
- 8 giugno - George Gordon, II conte di Huntly, nobile scozzese
- 16 giugno - Domenico Bonsi, giurista italiano (n. 1430)
- 17 giugno - Giovanni I Alberto di Polonia, re polacco (n. 1459)
- 13 luglio - Margherita di Sassonia, principessa (n. 1449)
- 5 agosto - Juan López, cardinale e arcivescovo cattolico spagnolo (n. 1454)
- 11 agosto - Ulrich von Frundsberg, militare tedesco
- 14 agosto - Luigi II di Montpensier, conte (n. 1483)
- 15 agosto - Costantino Lascaris, filologo e umanista bizantino (n. 1434)
- 15 agosto - Giuliana Puricelli, religiosa italiana (n. 1427)
- 16 agosto - Eleanor Beaufort, nobile inglese (n. 1431)
- 2 settembre - Gianfrancesco Sanseverino, nobile e condottiero italiano
- 20 settembre - Agostino Barbarigo, doge (n. 1419)
- 20 settembre - Thomas Grey, I marchese di Dorset, cavaliere medievale inglese (n. 1455)
- 6 novembre - Giovanni della Rovere, condottiero e politico italiano (n. 1457)
- 19 novembre - Amalia di Sassonia, nobildonna (n. 1436)
- 29 novembre - Francesco di Giorgio Martini, architetto, teorico dell'architettura e pittore italiano (n. 1439)
- 5 dicembre - Caterina Pico, nobildonna italiana (n. 1454)
- Gabriele Altilio, poeta, vescovo cattolico e umanista italiano (n. 1436)
- Bartolomeo di Giovanni, pittore italiano
- Barthélémi Chuet, vescovo cattolico svizzero
- Lucrezia Donati, nobile italiana
- Margaret Drummond, nobile scozzese
- Francesco Napoletano, pittore italiano
- Berthold Furtmeyr, pittore e miniatore tedesco (n. 1446)
- Robert Gaguin, filosofo e umanista francese (n. 1433)
- Antonia Giannotti, poetessa e drammaturga italiana
- Guidarello Guidarelli, condottiero italiano
- Mesih Pascià, politico e militare ottomano
- Jean Michel, drammaturgo, scrittore e medico francese (n. 1435)
- Giovanni Tommaso Moncada, nobile, politico e militare italiano (n. 1440)
- Jan Ostroróg, scrittore e politico polacco (n. 1436)
- Ippolita Sforza, nobile italiana (n. 1493)
- Somphu, sovrano laotiano (n. 1486)
- Lorenzo d'Alessandro, pittore italiano
- Guido II Torelli, religioso e condottiero italiano
- Guido Antonio Vespucci, politico italiano (n. 1436)
- Gil de Siloé, scultore spagnolo (n. 1440)
- Amedeo di Francesco da Settignano, architetto, ingegnere e scultore italiano (n. 1430)

## Calendario
| Calendario 1501 | Calendario 1501 | Calendario 1501 | Calendario 1501 | Calendario 1501 | Calendario 1501 | Calendario 1501 | Calendario 1501 | Calendario 1501 | Calendario 1501 | Calendario 1501 | Calendario 1501 | Calendario 1501 | Calendario 1501 | Calendario 1501 | Calendario 1501 | Calendario 1501 | Calendario 1501 | Calendario 1501 | Calendario 1501 | Calendario 1501 | Calendario 1501 | Calendario 1501 | Calendario 1501 | Calendario 1501 | Calendario 1501 | Calendario 1501 | Calendario 1501 | Calendario 1501 | Calendario 1501 | Calendario 1501 | Calendario 1501 | Calendario 1501 |
| --------------- | --------------- | --------------- | --------------- | --------------- | --------------- | --------------- | --------------- | --------------- | --------------- | --------------- | --------------- | --------------- | --------------- | --------------- | --------------- | --------------- | --------------- | --------------- | --------------- | --------------- | --------------- | --------------- | --------------- | --------------- | --------------- | --------------- | --------------- | --------------- | --------------- | --------------- | --------------- | --------------- |
|                 | 1               | 2               | 3               | 4               | 5               | 6               | 7               | 8               | 9               | 10              | 11              | 12              | 13              | 14              | 15              | 16              | 17              | 18              | 19              | 20              | 21              | 22              | 23              | 24              | 25              | 26              | 27              | 28              | 29              | 30              | 31              |                 |
| Gennaio         | Ve              | Sa              | Do              | Lu              | Ma              | Me              | Gi              | Ve              | Sa              | Do              | Lu              | Ma              | Me              | Gi              | Ve              | Sa              | Do              | Lu              | Ma              | Me              | Gi              | Ve              | Sa              | Do              | Lu              | Ma              | Me              | Gi              | Ve              | Sa              | Do              |                 |
| Febbraio        | Lu              | Ma              | Me              | Gi              | Ve              | Sa              | Do              | Lu              | Ma              | Me              | Gi              | Ve              | Sa              | Do              | Lu              | Ma              | Me              | Gi              | Ve              | Sa              | Do              | Lu              | Ma              | Me              | Gi              | Ve              | Sa              | Do              |                 |                 |                 |                 |
| Marzo           | Lu              | Ma              | Me              | Gi              | Ve              | Sa              | Do              | Lu              | Ma              | Me              | Gi              | Ve              | Sa              | Do              | Lu              | Ma              | Me              | Gi              | Ve              | Sa              | Do              | Lu              | Ma              | Me              | Gi              | Ve              | Sa              | Do              | Lu              | Ma              | Me              |                 |
| Aprile          | Gi              | Ve              | Sa              | Do              | Lu              | Ma              | Me              | Gi              | Ve              | Sa              | Do              | Lu              | Ma              | Me              | Gi              | Ve              | Sa              | Do              | Lu              | Ma              | Me              | Gi              | Ve              | Sa              | Do              | Lu              | Ma              | Me              | Gi              | Ve              |                 |                 |
| Maggio          | Sa              | Do              | Lu              | Ma              | Me              | Gi              | Ve              | Sa              | Do              | Lu              | Ma              | Me              | Gi              | Ve              | Sa              | Do              | Lu              | Ma              | Me              | Gi              | Ve              | Sa              | Do              | Lu              | Ma              | Me              | Gi              | Ve              | Sa              | Do              | Lu              |                 |
| Giugno          | Ma              | Me              | Gi              | Ve              | Sa              | Do              | Lu              | Ma              | Me              | Gi              | Ve              | Sa              | Do              | Lu              | Ma              | Me              | Gi              | Ve              | Sa              | Do              | Lu              | Ma              | Me              | Gi              | Ve              | Sa              | Do              | Lu              | Ma              | Me              |                 |                 |
| Luglio          | Gi              | Ve              | Sa              | Do              | Lu              | Ma              | Me              | Gi              | Ve              | Sa              | Do              | Lu              | Ma              | Me              | Gi              | Ve              | Sa              | Do              | Lu              | Ma              | Me              | Gi              | Ve              | Sa              | Do              | Lu              | Ma              | Me              | Gi              | Ve              | Sa              |                 |
| Agosto          | Do              | Lu              | Ma              | Me              | Gi              | Ve              | Sa              | Do              | Lu              | Ma              | Me              | Gi              | Ve              | Sa              | Do              | Lu              | Ma              | Me              | Gi              | Ve              | Sa              | Do              | Lu              | Ma              | Me              | Gi              | Ve              | Sa              | Do              | Lu              | Ma              |                 |
| Settembre       | Me              | Gi              | Ve              | Sa              | Do              | Lu              | Ma              | Me              | Gi              | Ve              | Sa              | Do              | Lu              | Ma              | Me              | Gi              | Ve              | Sa              | Do              | Lu              | Ma              | Me              | Gi              | Ve              | Sa              | Do              | Lu              | Ma              | Me              | Gi              |                 |                 |
| Ottobre         | Ve              | Sa              | Do              | Lu              | Ma              | Me              | Gi              | Ve              | Sa              | Do              | Lu              | Ma              | Me              | Gi              | Ve              | Sa              | Do              | Lu              | Ma              | Me              | Gi              | Ve              | Sa              | Do              | Lu              | Ma              | Me              | Gi              | Ve              | Sa              | Do              |                 |
| Novembre        | Lu              | Ma              | Me              | Gi              | Ve              | Sa              | Do              | Lu              | Ma              | Me              | Gi              | Ve              | Sa              | Do              | Lu              | Ma              | Me              | Gi              | Ve              | Sa              | Do              | Lu              | Ma              | Me              | Gi              | Ve              | Sa              | Do              | Lu              | Ma              |                 |                 |
| Dicembre        | Me              | Gi              | Ve              | Sa              | Do              | Lu              | Ma              | Me              | Gi              | Ve              | Sa              | Do              | Lu              | Ma              | Me              | Gi              | Ve              | Sa              | Do              | Lu              | Ma              | Me              | Gi              | Ve              | Sa              | Do              | Lu              | Ma              | Me              | Gi              | Ve              |                 |